# العلاقات التوفالية السورية
العلاقات التوفالية السورية هي العلاقات الثنائية التي تجمع بين توفالو وسوريا.

## مقارنة بين البلدين
هذه مقارنة عامة ومرجعية للدولتين:
| وجه المقارنة                                              | توفالو                             | سوريا                    |
| --------------------------------------------------------- | ---------------------------------- | ------------------------ |
| المساحة (كم2)                                             | 26                                 | 185.18 ألف               |
| عدد السكان (نسمة)                                         | 11.19 ألف                          | 18.27 مليون              |
| الكثافة السكانية (ن./كم²)                                 | 43.04 ألف                          | 98.66                    |
| العاصمة                                                   | فونافوتي                           | دمشق                     |
| اللغة الرسمية                                             | اللغة التوفالوية، اللغة الإنجليزية | اللغة العربية            |
| العملة                                                    | دولار توفالو                       | ليرة سورية               |
| الناتج المحلي الإجمالي (بليون دولار)                      | 39.73 مليون                        | 60.20 مليار              |
| الناتج المحلي الإجمالي (تعادل القوة الشرائية) بليون دولار | 38.93 مليون                        |                          |
| الناتج المحلي الإجمالي الاسمي للفرد دولار أمريكي          | 3.29 ألف                           |                          |
| الناتج المحلي الإجمالي للفرد دولار أمريكي                 | 3.77 ألف                           |                          |
| مؤشر التنمية البشرية                                      |                                    | 0.594                    |
| رمز المكالمات الدولي                                      | +688                               | +963                     |
| رمز الإنترنت                                              | .tv                                | .sy                      |
| المنطقة الزمنية                                           | ت ع م+12:00                        | ت ع م+02:00، ت ع م+03:00 |

## منظمات دولية مشتركة
يشترك البلدان في عضوية مجموعة من المنظمات الدولية، منها:
| علم المنظمة | اسم المنظمة                   | تاريخ انضمام توفالو | تاريخ انضمام سوريا |
| ----------- | ----------------------------- | ------------------- | ------------------ |
|             | الاتحاد الدولي للاتصالات      | 15 أغسطس 1996       | 12 يناير 1924      |
|             | مؤسسة التنمية الدولية         | 24 يونيو 2010       | 28 يونيو 1962      |
|             | يونسكو                        | 21 أكتوبر 1991      | 16 نوفمبر 1946     |
|             | منظمة حظر الأسلحة الكيميائية  | ?                   | ?                  |
|             | الأمم المتحدة                 | 5 سبتمبر 2000       | 24 أكتوبر 1945     |
|             | الاتحاد البريدي العالمي       | ?                   | ?                  |
|             | البنك الدولي للإنشاء والتعمير | 24 يونيو 2010       | 10 أبريل 1947      |